# Love Is on the Way
«Love Is on the Way» (en español: «El amor está en camino») es una power ballad interpretada por la banda de glam metal estadounidense Saigon Kick,  la canción fue incluida en su segundo álbum de estudio The Lizard (1992). Se trata de una balada acústica escrita y producida por el cantautor y guitarrista Jason Bieler. La canción fue un éxito, logrando escalar a la posición #12 en la lista Billboard Hot 100 y el sencillo fue certificado como disco de oro por la RIAA.

## Listas de éxitos
| Lista (1992)              | Posición en las listas |
| ------------------------- | ---------------------- |
| Billboard Hot 100         | 12                     |
| Billboard Mainstream Rock | 8                      |